# Jo Vally
Jo Vally, pseudonimo di Valère Maurice Caroline Lauwers, noto in precedenza con lo pseudonimo Valli Low (Wolvertem, 12 ottobre 1958), è un cantante belga, professionalmente in attività dalla fine degli anni settanta.

## Biografia
Valère Maurice Caroline Lauwers, in seguito noto con lo pseudonimo Jo Vally, nasce al nr. 32 della Oppemstraat di Wolvertem, nelle Fiandre, il 12 ottobre 1958. È uno dei sei figli di Gerard Lauwers.
Mentre frequenta una scuola musicale, forma assieme ad alcuni compagni, tra cui Francis en Freddy Blommaert e Herman De Potter, un gruppo. Il giovane Lauwers viene in seguito notato mentre si esibisce nel proprio garage dall'organista Yves Morel: grazie all'interessamento di Morel, Lauwers incide così con lo pseudonimo Valli Low il 45 giri Edelia/Lady Lou.
In seguito conosce Jozef Malfliet, leader del gruppo musicale The Dreamland, con il quale inizia una collaborazione formando il sodalizio artistico "The Dreamland & Valli Low".
Viene quindi messo sotto contratto da Rik Verwecken per l'etichetta VAK e poco dopo cambia il proprio nome d'arte in Jo Vally.
Nel 1979 partecipa con il brano Olivia al Songfestival in Marocco e l'anno seguente pubblica il  singolo Toch voel ik dat ik leef. L'anno seguente, partecipa senza fortuna alla selezione per rappresentare il proprio Paese all'Eurovision Song Contest con il brano De wereld draait voor jou en mij.
Nel 1991 incide il singolo In een droom zag ik je staan, cover del brano Un canto a Galicia di Julio Iglesias. Il disco rimane per tre settimane al primo posto delle classifiche delle Fiandre.
Nel 1995, in occasione dei quindici anni di carriera, pubblica la raccolta 15 Jaar: Zijn Allerbeste, che raggiunge la Top Ten delle classifiche. Nei due anni seguenti pubblica gli album Zingt Vlaamse Klassiekers e and Zingt Vlaamse Klassiekers, Vol. 2, che raggiungono entrambi la Top 5 delle classifiche.
Nel 2003 pubblica l'album Jo Vally zingt Wereldhits, che contiene delle cover in neerlandese di brani famosi di artisti quali Frank Sinatra, ecc.
Nel febbraio del 2007 incide nuovamente una cover in neerlandese di un brano di Julio Iglesias: si tratta del brano Hey!, che viene ribattezzato Jij!.
Il 6 ottobre 2018 Jo Vally celebra i quarant'anni di carriera con un concerto presso il Casinò-Kursaal di Ostenda.
Nel 2021 pubblica l'album De weg naar het geluk, che raggiunge il primo posto delle classifiche in Belgio.

## Discografia parziale

### Album
- 1995 - 15 Jaar - Zijn allerbeste
- 1996 - Zingt Vlaamse klassiekers
- 1997 - Zingt Vlaamse klassiekers deel 2
- 1998 - Live
- 1998 - Zingt Duitse klassiekers
- 1998 - Zingt Duitse klassiekers
- 1999 - 20 jaar Jo Vally - 101 hits
- 2001 - Mooi is het leven
- 2003 - Jo Vally zingt Wereldhits
- 2006 - Mijn mooiste schlagers
- 2008 - Zijn 50 allergrootste hits
- 2013 - Zingt country
- 2018 - 40 jaar - de 100 allerbeste
- 2019 - Live in Concert - 40 jaar carrière
- 2021 - De weg naar het geluk

### Singoli
- 1980 - Toch voel ik dat ik leef
- 1980 - De wereld draait voor jou en mij
- 1984 - Valentine
- 1986 - Carmen m'n kind
- 1989 - Liefdeverdriet
- 1990 - Ik kan niet zonder jou
- 1990 - Aan alle vrouwen (con Paul Anderson)
- 1991 - In een droom zag ik je staan
- 1995 - Het vredeslied
- 1998 - Laat de zon toch in je hart
- 2009 - Echte vrouwen
- 2018 - Wat als ik nog van je hou
- 2020 - Helemaal weg van jou
- 2021 - Ik breek alleen m'n eigen hart
- 2021 - Nooit zal verdwijnen